# Azimuth (banda)
Azimuth fue un trío británicb de música jazz que estuvo activo desde 1977 a 2000.
El grupo lo formaban el trompetista canadiense Kenny Wheeler, la vocalista inglesa Norma Winstone y el pianista inglés John Taylor. Su primera grabación bajo este nombre fue en 1977, un LP para el sello ECM Records. Azimuth es actualmente considerado un grupo de culto.

## Discografía

### Álbumes de estudio
El grupo estuvo unido a la discográfica alemana ECM Records, con la que hicieron todas sus grabaciones.
- 1977: "Azimuth" (ECM Records)
- 1978: "The Touchstone" (ECM Records)
- 1979: "Départ" (en colaboración con Ralph Towner) (ECM Records)
- 1985: "Azimuth '85" (ECM Records)
- 1994: "How It Was Then...Never Again" (ECM Records)